# Hylaeus submonticola
Hylaeus submonticola är en biart som beskrevs av Ikudome 1989. Hylaeus submonticola ingår i släktet citronbin, och familjen korttungebin. Inga underarter finns listade i Catalogue of Life.